# Rimbo station
Rimbo station var en järnvägsstation i Rimbo, Norrtälje kommun och knutpunkt i roslagens järnvägsnät som existerade mellan åren 1884 och 1981. Rimbo hade spår åt fyra håll: Stockholm Ö, Norrtälje, Hallstavik och Uppsala Ö.

## Historia
Den första järnvägen som öppnade för allmän trafik till Rimbo var Länna-Norrtälje Järnväg (LNJ) som öppnades 23/10-1884, därefter öppnades Stockholm-Rimbo Järnväg (SRJ) i december 1885. 1898 öppnades också Rimbo-Sunds Järnväg (RSJ) till Hallstavik. SRJ började stegvis övertaga Roslagens smalspåriga järnvägsnät. LNJ trädde i likvidation 1901 varvid banan övertogs av SRJ; efter ytterligare några år övertogs också RSJ vilket innebar att alla banor från Rimbo var samlade under SRJ, som nu bytt namn till Stockholm-Roslagens Järnvägar, SRJ, som förstatligades 1951 och införlivades i SJ 1959.
Som på många håll i landet började man under 1960-talet att nedlägga flera järnvägar som man inte ansåg var lönsamma. För Rimbos del innebar detta att man först fr.o.m. 25 september 1966 nedlade persontrafiken till Hallstavik som den 1 januari 1967 följdes av persontrafiken till Uppsala Ö. Den 1 juli 1969 nedlades all godstrafik till Norrtälje och Stockholm Ö, den 28 september 1969 nedlades också persontrafiken till Norrtälje.
1972 överfördes linjen till Stockholm Ö till AB Storstockholms Lokaltrafik (SL). Godstrafiken Uppsala-Hallstavik över Rimbo fortgick i SJ:s regi men efter att den breddade Norra Roslagsbanan Dannemora-Hargshamn förlängts till Hallstavik nedlades även denna trafik 1 juli 1977. Efter nedläggningarna var i stort sett hela bangården och alla spår upprivna när SL slutgiltigt lade ned persontrafiken Rimbo-Kårsta och därmed Rimbo station 12 januari 1981.